# Richard Ebeling
Richard M. Ebeling (ur. w 1950 roku w Nowym Jorku) – profesor ekonomii na Uniwersytecie Northwood. W latach 1989–2003 był wiceprezesem ds. naukowych w organizacji non-profit Future of Freedom Foundation, a w latach 2003–2008 jej prezesem. Od 1988 do 2003 roku pracował także w Hillsdale College w stanie Michigan.

## Życiorys
Odpowiednik tytułu licencjata Ebeling uzyskał na California State University w Sacramento, magistra – na Rutgers University, a doktora ekonomii na Middlesex University w Londynie. W latach 1981–1983 wykładał ekonomię w Narodowym Uniwersytecie Irlandii (Cork), a następnie od 1984 do 1988 był asystentem profesora ekonomii na Uniwersytecie w Dallas.
Pełniąc funkcję wiceprezesa fundacji The Future of Freedom Foundation, Ebeling współredagował i wydał publikacje 5 książek, a także pisał comiesięczne artykuły i recenzje dla czasopisma fundacji – Freedom Daily. Jego artykuły ukazywały się ponadto w wielu pismach libertariańskich, m.in. The Freeman, Reason, Libertarian Review, Critical Review, Political Studies, Advances in Austrian Economics, The Austrian Economics Newsletter, International Journal of World Peace, American Journal of Economics and Sociology, oraz Advances in Austrian Economics. Publikował swoje teksty w wielu krajach świata, jak Austria, Chiny, Czechy, Anglia, Francja, Litwa, Polska, Rosja, Hiszpania czy Szwajcaria.
W latach 1990–1991 Ebeling, wówczas doktor ekonomii często podróżował do byłego ZSRR, gdzie był konsultantem rządu Litwy, członków parlamentu rosyjskiego i miasta Moskwy w ramach wolnorynkowych reform oraz prywatyzacji mienia pozostałego po gospodarce socjalistycznej. W styczniu 1991 roku był naocznym świadkiem walk wojsk sowieckich w Wilnie, podczas których zginęło 13 osób. Z kolei podczas pobytu w Moskwie w sierpniu tego samego roku dołączył do obrońców wolności i demokracji na barykadach otaczających parlament rosyjski podczas nieudanej próby przejęcia władzy w drodze zamachu stanu przez „twardogłowych” liderów ZSRR (pucz moskiewski).
W październiku 1996 roku po raz kolejny odwiedził Moskwę, tym razem z żoną – Anną Ebeling. W czasie pobytu, w byłym sekretnym archiwum sowieckim odkrył „zagubione dokumenty” austriackiego ekonomisty Ludwiga von Misesa. Skradzione przez nazistów z jego apartamentu w Wiedniu w 1938 roku, zostały przejęte przez Armię Czerwoną pod koniec II wojny światowej. Ebeling uzyskał kserokopie praktycznie całej kolekcji dokumentów liczących około 10 000 pozycji, które od 50 lat były przetrzymywane w tajnym archiwum KGB w Moskwie.
Ebeling nadzorował tłumaczenie i redagował dużą część z tych dokumentów, których wydanie zostało zaplanowane w trzytomowej publikacji Wybrane dzieła Ludwiga von Misesa (Selected Writings of Ludwig von Mises) organizacji Liberty Fund z Indianapolis. Ostatnia z nich zostanie wydana w kwietniu 2012 roku; dotychczas światło dzienne ujrzały pierwsze dwa tomy, które zawierają wiele artykułów, wykładów i innych poprzednio niepublikowanych rozpraw politycznych, pisanych przez Misesa w okresie przed, w trakcie oraz po I wojnie światowej (1906–1938). W tamtym czasie Mises pracował jako starszy analityk polityki gospodarczej dla wiedeńskiej izby handlowej.
Tom III Polityka ekonomiczna międzynarodowych reform i rekonstrukcji (The Political Economy of International Reform and Reconstruction) będzie zawierał poprzednio niepublikowane wykłady oraz monografie, napisane przez Misesa w latach 1940–1945 dotyczące problemów odbudowy gospodarki po II wojnie światowej. 
Ebeling był także redaktorem publikacji Pieniądz, metoda i proces rynkowy: eseje Ludwiga von Misesa(Money, Method and the Market Process: Essays by Ludwig von Mises) wydanej przez Ludwig von Mises Institute w 1990 r.
W 2007 roku, podczas corocznej konferencji ekonomii politycznej, Ebeling otrzymał w Pradze nagrodę Franza Cuhela wręczaną przez czeski Instytut Liberalny (Liberální instytut) za edukację w zakresie wolnego rynku, a w listopadzie 2005 odebrał odznaczenie „Liberty in Theory” za wkład w postęp klasycznego liberalizmu przyznawane przez Libertarian Alliance/Libertarian International w Londynie. Był także dwukrotnie – w 1975 i w 1977 roku – stypendystą „Hayek Fellow” w Instytucie nauk humanistycznych (Institute For Humane Studies).
Gościnnie wykładał m.in. na Uniwersytecie Francisco Marroquina w Gwatemali, Wyższej Szkole Ekonomicznej w Pradze, Międzynarodowym Uniwersytecie w Kuala Lumpur (Malezja) czy American National University (ANC) w Kolombo (Sri Lanka). Jego wykłady w USA, Ameryce Łacińskiej, Wschodniej Europie i w Azji dotyczą szeroko rozumianych kwestii prywatyzacji, reform monetarnych, wolnego handlu etc.

## Publikacje
- Ekonomia austriacka i ekonomia polityczna wolności(Austrian Economics and the Political Economy of Freedom), Northampton 2003
- Ekonomia polityczna, polityka publiczna a ekonomia monetarna: Ludwig von Mises i tradycja austriacka (Political Economy, Public Policy, and Monetary Economics: Ludwig von Mises and the Austrian Tradition), Londyn/Nowy Jork 2010
- W obronie kapitalizmu (In Defense of Capitalism), tom I i II, Midland 2010 i 2011 (współautor).